# 阿尔斯霍特
阿尔斯霍特（荷蘭語：Aarschot，荷蘭語發音：[ˈaːrsxɔt] ⓘ）是比利时弗拉芒大區弗拉芒布拉班特省魯汶區的一座城市，北与安特衛普省接壤，通行荷蘭語，是弗拉芒社群的一部分，面积62.52平方千米，人口29,965人（2018年1月1日）。

## 交通
- 阿尔斯霍特站